# Цудзуки, Рёта
Рёта Цудзуки (яп. 都築 龍太 Цудзуки Рё:та, род. 18 апреля 1978, Хегури, Нара) — японский футболист.

## Карьера
На протяжении своей футбольной карьеры выступал за клубы «Гамба Осака», «Урава Ред Даймондс», «Сёнан Бельмаре».

## Национальная сборная
С 2001 по 2009 год сыграл за национальную сборную Японии 6 матчей.

## Статистика за сборную
| Сборная Японии | Сборная Японии | Сборная Японии |
| Год            | Матчи          | Голы           |
| -------------- | -------------- | -------------- |
| 2001           | 2              | 0              |
| 2002           | 0              | 0              |
| 2003           | 0              | 0              |
| 2004           | 1              | 0              |
| 2005           | 0              | 0              |
| 2006           | 0              | 0              |
| 2007           | 0              | 0              |
| 2008           | 0              | 0              |
| 2009           | 3              | 0              |
| Итого          | 6              | 0              |

## Достижения

### Командные
- Джей-лиги: 2006
- Кубок Императора: 2005, 2006
- Кубок Джей-лиги: 2003

### Индивидуальные
- Включён в сборную Джей-лиги; 2007